# Harkovi csata (1942)
A második harkovi csata a második világháború alatt a keleti hadszíntéren lezajlott ütközet volt a szovjet Vörös Hadsereg és a német Wehrmacht között. Az 1942. május 12–28. között zajló harccselekmények célja szovjet részről a több mint fél éve német megszállás alatt tartott Harkov felmentése, német részről pedig a támadás megállítása, a szovjet erők felszámolása és az újabb támadó hadműveletek előkészítése volt a kaukázusi olajmezők felé. A szovjet csapatok a győztes moszkvai csata után egyszerre több ellentámadásba kezdtek északon és délen, de a németek a rossz szovjet felderítésnek köszönhetően Harkov térségében két hét alatt megállították őket, majd óriási vereséget mértek a rosszul vezetett vörös erőkre. A veszteségek majdnem 1:10-hez alakultak, ezután a német hadsereg útjára indíthatta a Kék tervet, amely a sztálingrádi csatába torkollott. Az északi offenzívasorozat a rzsevi térségben szinte állóháborúvá változik, Szmolenszk és Vityebszk felé azonban némi teret nyernek.

## A csata előzményei
A moszkvai csatát követő szovjet ellentámadás 1942 februárjára elvesztette lendületét. Sztálin biztos volt benne, hogy a németek a vereség küszöbén állnak és az 1941. november 7-én tartott beszédében ki is jelentette, hogy a német sereg legkésőbb 1942, nyaráig meg lesz semmisítve. Ennek érdekében Sztálin elhatározta egy nagy szabású tavaszi hadművelet végrehajtását, amelynek tervét a főbb szovjet katonai vezetők is támogatták, mivel úgy gondolták, hogy ha nem lépnek időben és a Wehrmacht összeszedi magát, akkor újra Moszkva irányába fognak támadni.
A hadvezetőség 1942. május 11-re sikerrel összpontosított 6 hadsereget és más független alakulatokat két frontba. A csapatok összpontosítása azonban annyira szervezetlenül történt, hogy a német hadvezetőség hamar tudomást szerzett a közelgő szovjet offenzíváról.
A szovjet csapatok feletti parancsnoksággal Szemjon Tyimosenkót bízták meg, egy első világháborús és szovjet polgárháborús veteránt, aki fontos szerepet játszott az 1941-es első szmolenszki csatában és a moszkvai csatában, valamint ő volt az ezt követő ellentámadás tervének megalkotója.
A szovjet hadsereg, habár a moszkvai csatát követően jelentős mértékben javult a morálja, nem volt felkészülve egy nagy erejű offenzívára, ahogy azt később Alekszandr Vaszilevszkij vezérkari főnök is elismerte emlékirataiban. Az 1941-es évben több mint egy millió katona esett el, vagy került fogságba, a helyettük toborzottak pedig még többségében fiatal fiúk voltak, akik még életükben csatateret sem láttak. Ezenkívül a fontosabb ipari létesítmények a Szovjetunió európai részén voltak, amelynek nagy részét a németek már megszállták, így a hadsereget sem tudták kellőképpen felszerelni.
Időközben a szovjetek tudtán kívül a német 6. hadsereg is készülődött a harcra, Friedrich Paulus vezetésével, aki április 30-án parancsot adott a Friderikus hadművelet végrehajtására, amelynek célja az izjumi szovjet kiszögellés megsemmisítése volt.

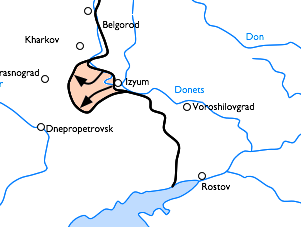
Az izjumi kiszögellés

A németek nagy erőfeszítéseket tettek a Fedor von Bock vezette Déli Hadseregcsoport megerősítésére. A német hadvezetés tejes titokban csoportosította át a csapatokat, úgy, hogy még a szovjet kémeknek sem keltette fel a figyelmét. Május 10-én Paulus véglegesítette a Friderikus hadművelet tervét, ezzel a németek készen álltak a szovjet támadás visszaverésére és a Kaukázus irányába történő offenzíva elindítására.

## A csata
A szovjet támadás 1942. május 12-én 6:30-kor indult. Egy órás tüzérségi támadás és egy 20 percig tartó légitámadás után a szovjetek megkezdték a német állások átkarolását, de olyan heves ellenállásba ütköztek, hogy kénytelenek voltak a seregük második különítményét is a csatasorba állítani. A harc a leghevesebb Nyepokritaja falu mellett volt, ahol a németek három ellentámadást is megkíséreltek a nap folyamán. Ennek ellenére a szovjetek estére több mint 10 kilométert haladtak előre. A szovjet hadvezéreket azonban meglepte, hogy nem csak egy német hadosztállyal állnak szemben, mint kémeik jelentették, hanem sokkal többel. A csata folyamán egy német tiszt is a szovjetek fogságába került, aki bevallotta, hogy a németeknek tudomásuk van a haditervről.
Harkov védelméért mozgósítottak három hadtestet, amellyel szemben azonban a szovjetek ereje gyenge volt. Fedor von Bock azonban arra kérte Paulust, hogy várja meg a megfelelő méretű légi támogatást, addig ne lépjen ellentámadásba, de Paulus kénytelen volt mégis támadást indítani, mert a szovjetek 20 km-re Harkovtól áttörték a német vonalakat, ezzel komoly fenyegetést jelentve a városra.
A csata első 72 órájában a németek nagy nyomás alatt voltak, de Paulus parancsot adott csapatainak az állások tartására. Május 14-re a szovjetek már nagy mértékben előrehaladtak, de a németek keményen védekeztek, néhány szovjet hadtestet annyira megtizedeltek, hogy azokat ki kellett vonni a harcból. A németek ellentámadási kísérleteit csak a szovjet tankok rohamai tudták megtörni és a németeknek sokkal kisebb veszteségeik voltak, mint a szovjeteknek. Amikor a német légierő is működésbe lépett, egyes szovjet hadtestek kénytelenek voltak védekezésbe átmenni. Május 14-re a németeknek sikerült a szovjet offenzívát a front nagy részén megállítani, a légierő pedig átvette a Harkov-körzeti légtér felett az ellenőrzést, arra késztetve ezzel Tyimosenkót, hogy tartalék repülőket is bevessen a támadás folytatásához. A nehézségek ellenére a szovjetek folytatták a támadást, megváltoztatva az eredeti támadási fő irányt. Hamarosan azonban a kemény védekezés és a légierő által támogatott német ellentámadások miatt a szovjet támadás összeomlott.
A szovjet offenzíva sikere a déli részen nagyobb volt, mint az északin. A déli részen is nehéz harcok voltak és a szovjetek visszaszorítottak néhány német hadtestet, de ennek a sikernek az volt az oka, hogy a német hadvezetés sokkal nagyobb haderőket vezényelt át északra, mivel itt fenyegetőbbnek találta a szovjetek támadását. Május 14. után azonban Hitler az I. páncéloshadtestet Paul Ludwig Ewald von Kleist vezényletével délre küldte, megbízva a Friderikus hadművelet végrehajtásával.
Május 15. és 16. között a szovjetek további támadásokat kíséreltek meg a front északi részén, azonban a németek továbbra is keményen védekeztek. A támadási kísérletek nagy hibája a nehéztüzérség kihagyása volt a harcokból, ami lehetetlenné tette a jól megszervezett német védelem áttörését. Kezdetben a szovjetek 5 km-t haladtak előre, de a támadást végül kénytelenek voltak leállítani. A május 17-én újra indított szovjet támadást a német tankok ellentámadása törte meg, a szovjeteket visszavonulásra bírva. A németek azonban ezt követően sem léptek nagyobb támadásba, mert a hadvezetés előbb fel akarta őrölni a szovjetek erejét. Időközben újabb egységeket vezényeltek a Krím-félszigeten dúló harcokból a harkovi csatába. Amikor a német csapatoknak a déli frontszakaszon is sikerült megállítani a szovjet offenzívát, a Wermacht támadásba lépett.
Május 17-én az I. páncéloshadtest ellentámadásba lépett a déli frontszakaszon a barvenkovói hídfő ellen. Nagy méretű légi támogatással a hadtest áttörte a szovjet vonalakat és a nap végére 10 km-t haladt előre. Tyimosenko erősítést kért a hadvezetéstől. Vaszilevszkij vezérkari főnök engedélyt kért Sztálintól a csapatok visszavonására a visszafoglalt területekről és a védekező hadműveletek elkezdésére de Sztálin ezt elutasította. Május 19-én azonban Paulus csapatai is támadásba lendültek az északi frontszakaszon, áttörve a szovjet vonalakat, azzal a nyilvánvaló szándékkal, hogy átkarolják az izjumi kiszögellést. Ez vette rá Sztálint az offenzíva leállítására és a védekezés elrendelésre. A szovjetek számára azonban ez már késő volt, mert a németek sikerrel támadták meg a szovjet védő állásokat, megkísérelve a kiszögellés teljes bekerítését. Május 20-án friss csapatokat vetettek be a szovjetekkel szemben, ezzel előnyre téve szert. Habár Tyimosenko több ellentámadási kísérlettel is próbálkozott, a Wehrmachtot nem sikerült megállítania, így május 24-re a Harkov-régióban levő szovjet csapatokat sikerült a németeknek teljesen bekeríteni.
Május 25-én sor került az első kitörési kísérletre, amelyet azonban a németek visszavertek, így 26-ra a szovjetek már csak egy 15 km széles területre voltak összezsúfolódva. A kitörési kísérletek következtében a bekerített csapatoknak csak mintegy 1%-a volt képes kitörni. Tyimosenko május 28-án parancsba adta a szovjet támadó hadműveletek leállítását. Ezzel véget ért a második harkovi csata.

## Magyar részvétel
A második harkovi csata kezdetén a magyar Keleti Megszálló Csoport egyik, sebtében hadosztállyá átszervezett alakulata Stemmer László vezérőrnagy parancsnoksága alatt, önként vállalta, hogy részt vesz a szovjet támadás megállításában. A hadosztály május 12-én Harkovtól 20 km-re délre vette fel a harci érintkezést a szovjet csapatokkal, és május 26-ig sikeresen tartotta állásait, de az összecsapás során 40%-os veszteséget szenvedett. A harcok során Szigethy Lehel tartalékos zászlós légvédelmi gépágyús ütege rekordot döntött, amennyiben egyetlen nap alatt kilenc szovjet repülőgépet semmisített meg.

## Következmények
A második harkovi csata hatalmas vereséget jelentett a szovjetek számára. Sztálin jóslata nem vált valóra, a Wehrmachtot nem sikerült 1942 nyaráig legyőzni, sőt a németek hamarosan már Sztálingrád előtt álltak és a kaukázusi olajkutakat veszélyeztették. Ugyanakkor viszont a szovjetek tanultak a csata során elkövetett hibákból, így fél év múlva, a sztálingrádi csata után már át tudták venni a kezdeményezést és sikerült legyőzniük a németeket.